# Districtul Draâ El Mizan
Draâ El Mizan este un district din provincia Tizi-Ouzou, Algeria.